# Rhynchospiza
A Rhynchospiza a madarak osztályának verébalakúak (Passeriformes) rendjébe és a Passerellidae családjába tartozó nem.

## Rendszerezés
Besorolásuk vitatott, egyes rendszerezők a Aimophila nembe és a sármányfélék (Emberizidae) családjába sorolják ezt a két fajt is.
A nembe az alábbi 2 faj tartozik:
- Rhynchospiza stolzmanni vagy Aimophila stolzmanni
- Rhynchospiza strigiceps vagy Aimophila strigiceps